# Explora II
Die Explora II ist ein Kreuzfahrtschiff von Explora Journeys und das Schwesterschiff der Explora I.

## Allgemeines
Mit dem Bau des am 11. März 2019 bei Fincantieri in Auftrag gegebenen Schiffes wurde am 6. Oktober 2021 mit der Baunummer 6320 begonnen. Die Kiellegung fand am 5. Mai 2022 im Werftstandort Castellammare di Stabia statt. Der eigentliche Schiffbau erfolgte dann in Sestri Ponente, wo die Explora II am 6. September 2023 im Baudock aufschwamm.
Die Jungfernfahrt sollte im August 2024 in Barcelona beginnen. Anfang Juni 2024 wurden die Erprobungsfahrten abgeschlossen. Später im selben Monat wurde bekannt, dass sich der Termin für die Ablieferung auf den 12. September 2024 verschiebt. Anfang September 2024 wurde die italienische Meeresschützerin Rosalba Giugni als Taufpatin des Schiffes bekanntgegeben. Die Taufe fand am 15. September in Civitavecchia statt, die Jungfernfahrt begann am 16. September 2024.

## Ausstattung
Die 461 Suiten, 9 Restaurants und sonstigen Einrichtungen der Explora II sind für bis zu 996 Passagiere ausgelegt und verteilen sich über mehrere Decks.